# Kieuwdeksel

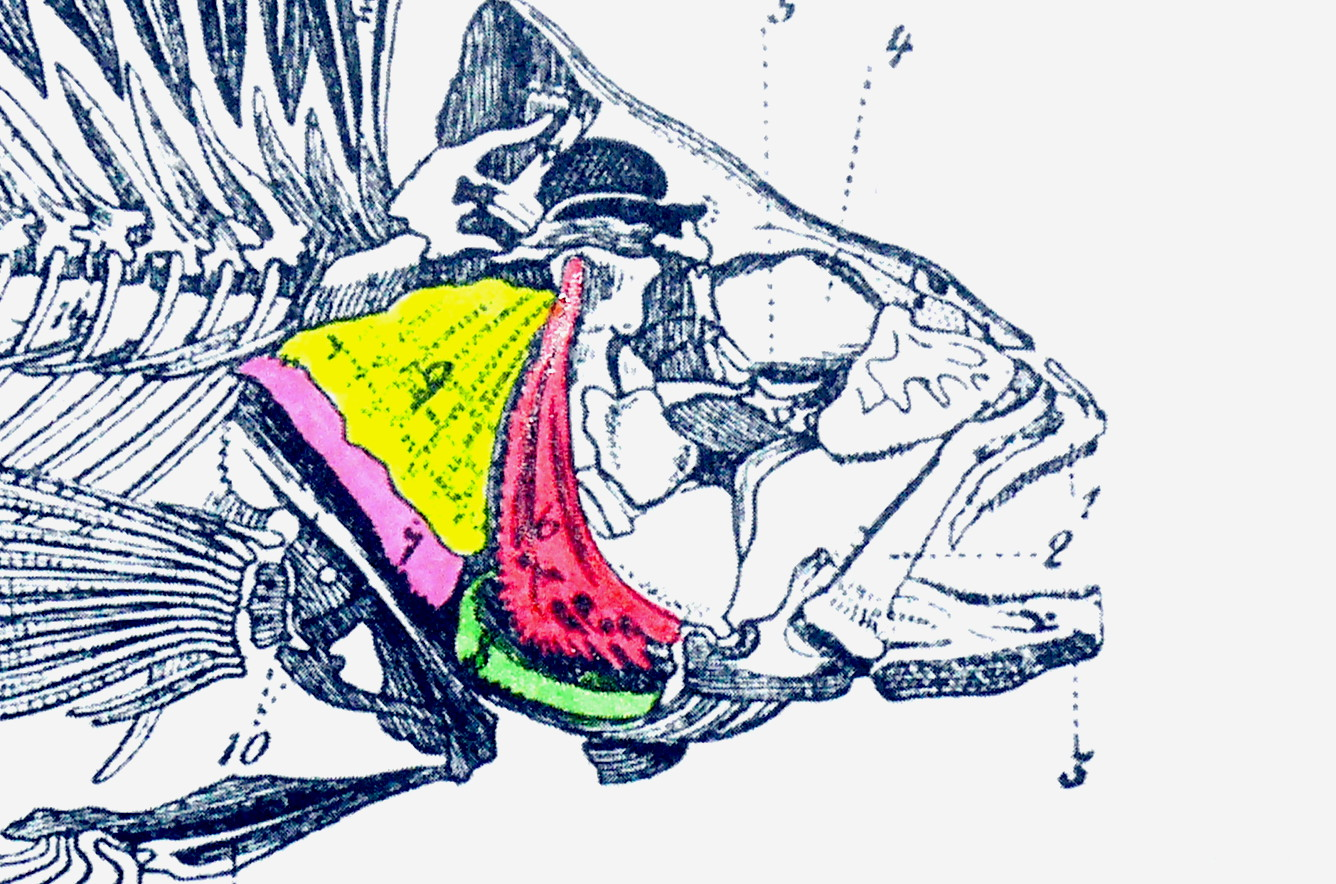
Het operculum in het geel, preoperculum in het rood, interoperculum in het groen en suboperculum in het roze

Het kieuwdeksel of operculum is een beenachtige plaat die de kieuwen bij beenvisachtigen bedekt. Het zit vast aan de schedel en dient ter bescherming van de kieuwen.
Bij de meeste vissen markeert het achterste deel van het operculum de scheiding tussen kop en lichaam. Het operculum bestaat uit vier delen: het operculum, preoperculum, interoperculum en suboperculum. De vorm van dit orgaan varieert echter sterk tussen de soorten. Bij sommige vissen is het operculum van groot belang om zuurstof te verkrijgen. Het opent als de vis de bek sluit, waardoor de druk binnen in de vis daalt. Hierdoor stroomt het water door de kieuwlamellen naar binnen. Kraakbeenvissen zoals roggen en haaien hebben geen operculum, maar een kieuwspleet.
Klimbaarzen gebruiken hun gepaarde vinnen en hun gepunte kieuwdeksels om zich enige tijd op land te kunnen voortbewegen.